# V Lyrae
V Lyrae är en pulserande variabel av Mira Ceti-typ (M) i stjärnbilden Lyran. 
Stjärnan varierar mellan visuell magnitud +8,2 och 15,7 med en period av 373,53 dygn.